# Rush (Name)
Rush ist ein englischer Vor- und Familienname.

## Namensträger

### Vorname
- Rush Clark (1834–1879), US-amerikanischer Politiker
- Rush D. Holt Sr. (1905–1955), US-amerikanischer Politiker
- Rush D. Holt Jr. (* 1948), US-amerikanischer Politiker
- Rush Limbaugh (1951–2021), US-amerikanischer Radiomoderator und Autor

### Künstlername
- DJ Rush (Isaiah Major; * 1970), US-amerikanischer Techno-DJ

### Familienname
- Barbara Rush (1927–2024), US-amerikanische Schauspielerin
- Benjamin Rush (1746–1813), britisch-amerikanischer Arzt und Chemiker
- Bobby Rush (Musiker) (* 1933), US-amerikanischer Multiinstrumentalist und Komponist
- Bobby L. Rush (* 1946), US-amerikanischer Politiker
- Brandon Rush (* 1985), US-amerikanischer Basketballspieler
- Brion Rush (* 1984), amerikanisch-montenegrinischer Basketballspieler
- Cathy Rush (* 1947), US-amerikanischer Basketballcoach
- Clive Rush (1931–1980), US-amerikanischer American-Football-Spieler und -Trainer
- Daniella Rush (* 1976), tschechische Pornodarstellerin
- Deborah Rush (* 1954), US-amerikanische Schauspielerin
- Ed Rush (* 1973), britischer DJ und Musikproduzent
- Eric Rush (* 1965), neuseeländischer Rugby-Union-Spieler
- Francis Roberts Rush (1916–2001), australischer Geistlicher und Erzbischof von Brisbane
- Gabriel Rush (* 1998), US-amerikanisch-schwedischer Schauspieler
- Geoffrey Rush (* 1951), australischer Schauspieler
- Gretchen Rush (* 1964), US-amerikanische Tennisspielerin
- Herman Rush (1929–2023), US-amerikanischer Filmproduzent
- Ian Rush (* 1961), walisischer Fußballspieler
- Jennifer Rush (* 1960), US-amerikanische Sängerin
- John A. Rush (1819–nach 1889), US-amerikanischer Jurist und Politiker
- Kenneth Rush (1910–1994), US-amerikanischer Wirtschaftsmanager und Diplomat
- Loren Rush (* 1935), US-amerikanischer Komponist und Pianist
- Lyndon Rush (* 1980), kanadischer Bobfahrer
- Matthew Rush (Fußballspieler) (* 1971), englischer Fußballspieler
- Matthew Rush (Schauspieler) (* 1972), US-amerikanischer Pornodarsteller, Schauspieler und Bodybuilder
- Norman Rush (* 1933), US-amerikanischer Autor
- Odeya Rush (* 1997), israelisch-amerikanische Schauspielerin
- Olive Rush (1873–1966), US-amerikanische Malerin und Illustratorin
- Otis Rush (1935–2018), US-amerikanischer Gitarrist
- Poppy Rush (* 1991), britische Schauspielerin
- Richard Rush (Politiker) (1780–1859), US-amerikanischer Diplomat und Politiker
- Richard Rush (Regisseur) (1929–2021), US-amerikanischer Filmregisseur, Drehbuchautor und Produzent
- Rick Rush (* 1946), US-amerikanischer Künstler
- Stockton Rush (1962–2023), CEO und Gründer des US-amerikanischen Unternehmens OceanGate
- Tom Rush (* 1941), US-amerikanischer Musiker
- William Rush (1756–1833), US-amerikanischer Bildhauer